# Ariarates III
Ariarates III (grec antic: Ἀριαράθης, Ariaráthēs) era rei de Capadòcia. Fill d'Ariamnes II i net d'Ariarates II, es va casar amb Estratonice, filla d'Antíoc II Theós, rei de Síria.
Ariarates III va morir segurament l'any 224 aC probablement de mort natural i el va succeir el seu fill Ariarates IV. Encara que el seu pare era només sàtrapa nominalment, Ariarates III ja apareix a les monedes amb el títol reial.